# Електронна оптика

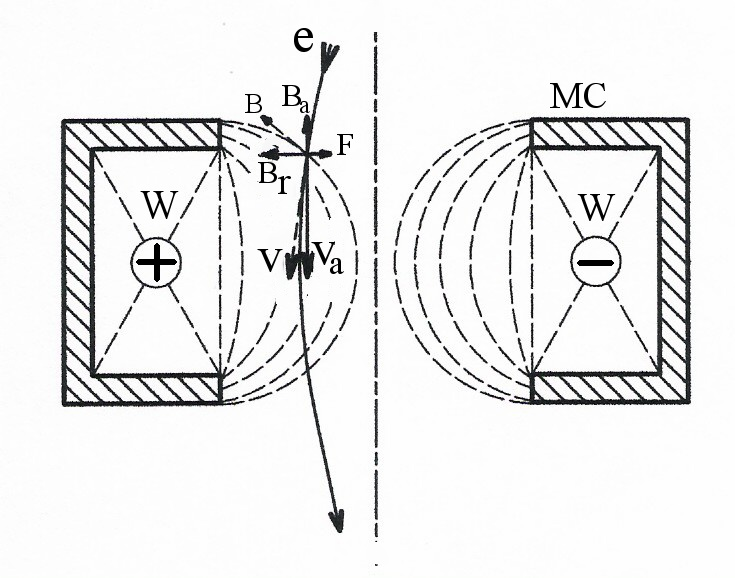
Магнітна лінза

Електронна оптика — дисципліна, що займається питаннями формування, фокусування і транспортування пучків заряджених частинок, зокрема електронів, у магнітних і електричних полях. Практичне застосування — формування пучка електронів, і керування ним, наприклад, в електронно-променевих трубках.

## Історія

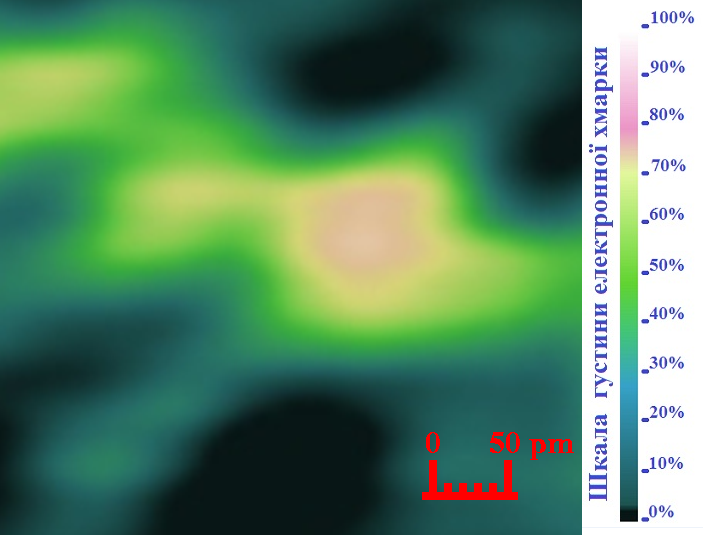
Інтенсивність електронного променя прямо пропорційна щільності електронної хмарки атома. Фото електронної хмарки атома: атом вуглецю (жовтий); два сігма-зв'язки (зелені); два активні електрони (синій). Праворуч наведено шкалу електронної густини
.

Зображення окремих атомів вперше отримано за допомогою просвічувального електронного мікроскопа, в якому електронний промінь завдяки денситометрії електронної хмарки, дають не теоретичне, а наочне зображення атомів.

## Сучасне застосування
Електронна оптика застосовується для розрахунків, проєктування та експлуатації пристроїв, що оперують пучками заряджених частинок, перш за все це прискорювачі, канали транспортування пучка тощо.

## Приклади електроннооптичних пристроїв
- Електронна гармата
- Квадрупольна лінза
- Електронний мікроскоп
- Денситометрія електронної хмарки
- Системи електронної літографії